# 愛の天使
『愛の天使』（あいのてんし）は、東海テレビ制作・フジテレビ系列で、1994年7月4日から9月30日に全69話が放送された昼ドラマである。

## 概要
ひとりの女性をめぐって、父親と息子が繰り広げる愛憎劇。予備校生・斉藤潤は、ある日絵を描いていた女性とぶつかった。その女性は、後日自分が通う予備校に講師として、現れた。彼女の名は、芹沢沙都美。潤は沙都美に興味を持つ。潤は課題ではなく、沙都美が落とした口紅で彼女をデッサンする。ある日沙都美は、パーティーで大学時代の恩師・斉藤正樹と再会する。沙都美と正樹は当時、不倫関係にあった。

## キャスト
- 芹沢沙都美：野村真美
- 斉藤潤：渡部篤郎
- 斉藤正樹：峰岸徹
- 斉藤頼子：上村香子
- 斉藤曜：米岡功樹
- 芹沢絵里：伊藤葉子
- 安東由香：奥貫薫
- 菅野誠二：北見敏之
- マスター・山崎：伊藤洋三郎
- 武さん：二瓶鮫一
- 高森涼子：立原麻衣
- 秋山吾郎：平光琢也
- 滝本魁夷：菅田俊
- 内藤真理子：塚田きよみ
- 芹沢美登里：磯村みどり
- 井上：深谷隆
- 町田：西本誉
- 北川：宇野正洋
- 薫：増岡優

## スタッフ
- 演出：花堂純次、藤木靖之、松生秀二、中根康邦
- 演出補佐：白川士
- 制作主任：高橋誠喜
- プロデューサー：針生宏、武田和、宇野博之、中根康邦
- プロデューサー補佐：今村眞治
- 企画：出原弘之
- 脚本：中園健司、古内一成、岡芳郎
- 音楽：坂井紀雄
- 技術：西館博光
- カメラ：山崎秋夫
- 照明：水野二夫
- 音声：広野哲也
- VE：安部講志
- 効果：堀尾守央
- 編集：杉山弘和
- 美術デザイン：柳川和央、吉見邦弘
- 大道具：東宝ビルト
- 小道具：高津映画装飾
- 装飾：アイ・アール
- 造園：和泉園
- 衣裳：東宝コスチューム
- ヘア・メイク：金子三枝
- スタイリスト：平尾俊、CREATIVE ESSE
- 美術デスク：橋本優
- 協力：東通、目黒スタジオ
- 制作：東海テレビ、東宝

## 主題歌
- 『FOREVER』 歌：鷹橋敏輝
  - 作詞・作曲：鷹橋敏輝 / 編曲：新川博
  - レーベル：東芝EMI / TMファクトリー